# Rosemarie Müller
Rosemarie Müller (ur. 15 stycznia 1949 w Ludwigsburgu) – niemiecka polityk, samorządowiec, posłanka do Parlamentu Europejskiego V kadencji.

## Życiorys
Ukończyła szkołę średnią i kursy zawodowe. Przez kilkanaście lat pracowała w bankowości. Później zajęła się rodziną. Wstąpiła do Socjaldemokratycznej Partii Niemiec, była członkinią władz lokalnych i organizacji społecznych.
W wyborach w 1999 z listy SPD uzyskała mandat deputowanej do Parlamentu Europejskiego V kadencji. Była członkinią grupy socjalistycznej, pracowała głównie w Komisji Ochrony Środowiska, Zdrowia i Ochrony Konsumentów. W PE zasiadała do 2004. Pozostała działaczką socjaldemokratów w powiecie Mainz-Bingen, została przewodniczącą frakcji radnych w Nieder-Olm.